# Gasshō

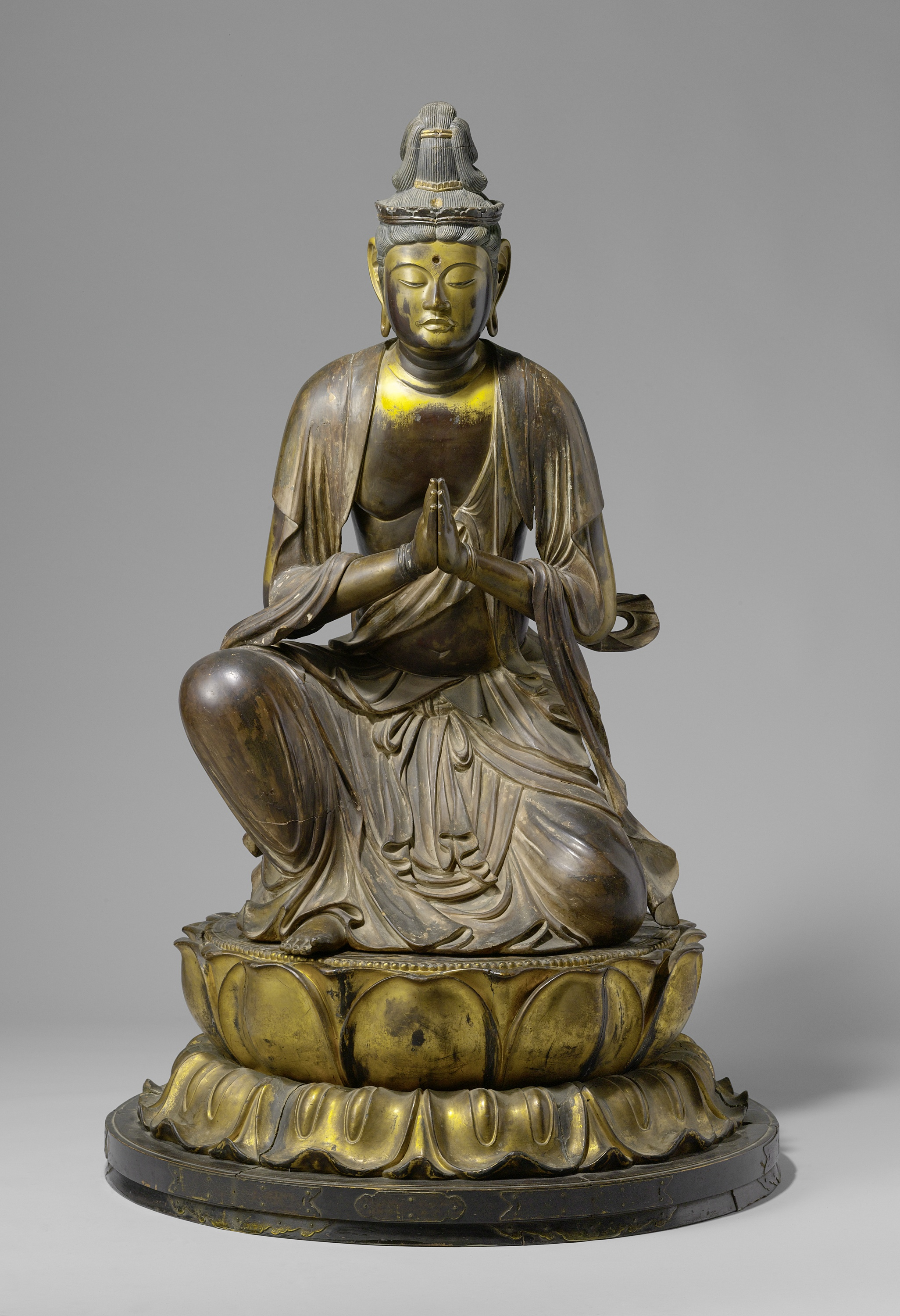
Gasshō einer Bodhisattva-Figur

Gasshō (jap. 合掌) bezeichnet im japanischen Buddhismus eine grundlegende Grußgeste (Mudra).

## Wortbedeutung
Gasshō bedeutet wörtlich „zusammengefügte Handflächen“ und ist die japanische Übersetzung des Sanskrit-Begriffs añjali [mudrā], was wiederum die Geste aus der indischen Begrüßung Namaste ist, die sich auch in anderen Ländern findet, z. B. als Wai in Thailand oder Sampeah in Kambodscha, Nepal, Bhutan, Burma, Thailand, Laos, Indonesien und Malaysia.

## Ausführung
Die Handinnenflächen werden vor der Brust zusammengebracht. Die Finger sind parallel, gerade und berühren sich. Die Fingerspitzen zeigen nach oben. Nachdem der Blick auf die Fingerspitzen gerichtet ist, erfolgt eine leichte Verneigung, mit maximal 45°.

## Bedeutung
Die Geste besitzt eine doppelte Symbolik. Einerseits ist in Indien die rechte Hand die saubere und die linke die schmutzige, so dass das Zusammenfügen eine Aufhebung der Gegensätze andeutet. Anderseits steht im Buddhismus die rechte Hand für Buddha selbst und die linke für alle Lebewesen, so dass durch das Berühren beide miteinander vereint werden und damit den Eintritt in das Nirwana andeutet.
Gasshō wird im Zen beim Betreten der Zendō (Zen-Halle), vor dem Zazen und je nach Zenlinie auch bei anderen Ritualen praktiziert und signalisiert zusätzlich den Respekt vor der Übung.
In der Edo-Zeit entwickelte sich in der Region Shirakawa und Gokayama ein Architekturstil (zukuri), der sich durch sehr steile Dächer auszeichnet, und nach der Geste als gasshō-zukuri (合掌造) bezeichnet wird. Im Sumō gibt es wiederum eine gasshō-hineri (合掌捻り) genannte Technik.